# Ánh Dương
Ánh Dương (26 tháng 7 năm 1935 – 8 tháng 11 năm 2022), là một nam nhạc sĩ Việt Nam. Tên khai sinh của ông là Lê Văn Dương. Ông rất được biết đến với các bài hát cách mạng như Chào em cô gái Lam Hồng. Ông được tặng Giải thưởng Nhà nước về Văn học Nghệ thuật năm 2007.

## Tiểu sử
Nhạc sĩ Ánh Dương tên khai sinh là Lê Văn Dương. Ông sinh ngày 26 tháng 7 năm 1935, quê ở xã Sơn Hải, huyện Quỳnh Lưu, tỉnh Nghệ An. Ông sớm tham gia hoạt động cách mạng và tham gia nghệ thuật. Năm 18 tuổi, ông nhập ngũ trong đợt tổng động viên phục vụ chiến trường Điện Biên Phủ, sau đó hoạt động âm nhạc chuyên nghiệp tại Đoàn Văn công Đại đoàn 325 và đã viết một số bài hát như Tạm biệt em, Tiếng trống tòng quân.
Năm 1955, ông chuyển về Đoàn Văn công Quân khu 4, vừa biểu diễn vừa sáng tác. Bài hát Chào em cô gái Lam Hồng được ông sáng tác vào mùa hè năm 1967 ở Can Lộc, Hà Tĩnh. Bài hát phổ biến qua chương trình ca nhạc của Đài Tiếng nói Việt Nam, với giọng ca NSƯT Kiều Hưng, sau này là NSND Trung Đức.
Thời gian 1975-1979, ông học tập tại Nhạc viện Hà Nội. Bản giao hưởng thơ: “Tượng đài chiến thắng” viết cho dàn nhạc hơi biểu diễn được sáng tác trong giai đoạn này. Tác phẩm được tặng Bằng khen Hội diễn Ca múa nhạc toàn quốc năm 1980 tại Hà Nội. Ông còn viết nhạc cho nhiều điệu múa như: “Niềm vui của người Tày Hạy” được giải thưởng âm nhạc cho múa trong Hội diễn Ca múa nhạc toàn quốc năm 1981; Balade cho hợp xưởng và dàn nhạc: “Hồi Tưởng một  đêm  về Bác” dựa trên bài thơ “Đêm nay Bác không ngủ” của Nhà thơ Minh Huệ.
Năm 1984, ông đảm nhận chỉ đạo nghệ thuật Đoàn nghệ thuật Quân khu 4, nhưng ông vẫn tiếp tục sáng tác. Ông đóng góp nhiều tiết mục cho đoàn như: “Hòa tấu dàn nhạc với giọng thơ Lệ Thanh”, bài hát “Kỷ niệm Hàm Rồng”.
Năm 1989, ông về nghỉ hưu với quân hàm Trung tá, nhưng vẫn đam mê sáng tác. Ông đã cho ra đời nhiều tác phẩm như một tổ khúc hợp xưởng với dàn nhạc giao hưởng. Tổ khúc gồm 4 chương, tiêu đề là Ơn nước nhớ Người. 
Ông qua đời tại nhà riêng ở Thành phố Vinh, tỉnh Nghệ An vào ngày 8 tháng 11 năm 2022, hưởng thọ 87 tuổi sau hai năm phải sống chung với tai biến và được an táng tại nghĩa trang Đồng Dương, xã Nghi Xuân, huyện Nghi Lộc, tỉnh Nghệ An.

## Tác phẩm
Danh sách bài hát do nhạc sĩ Ánh Dương sáng tác:
1. Chào em cô gái Lam Hồng
2. Tạm biệt em
3. Tiếng tòng quân
4. Dốc lòng dốc sức giải phóng miền Nam
5. Hoa đào nở trên biên giới
6. Phu cham xy

Ngoài ra, ông còn sáng tác thơ giao hưởng như Tượng đài chiến thắng.

## Khen thưởng
- Huân chương Quân công hạng ba,
- Huân chương Kháng chiến hạng nhất,
- Huân chương Chiến sĩ vẻ vang hạng nhất.[1][9][10]

## Giải thưởng
- Ông được tặng Giải thưởng Nhà nước năm 2007 với bốn bài hát: Chào em cô gái Lam Hồng, Dốc lòng dốc sức giải phóng miền Nam, Hoa đào nở trên biên giới, Phu cham xy và thơ giao hưởng Tượng đài chiến thắng.